# جوني بيكوك
جوني بيكوك (بالإنجليزية: Johnny Peacock) هو لاعب كرة قاعدة أمريكي، ولد في 10 يناير 1910 في فريمونت في الولايات المتحدة، وتوفي في 17 أكتوبر 1981 في ويلسون في الولايات المتحدة.

## وصلات خارجية
- جوني بيكوك على موقعبيزبول رفرنس.كوم (الدوري الرئيسي) (الإنجليزية)
- جوني بيكوك على موقعبيزبول رفرنس.كوم (الدوري الثانوي) (الإنجليزية)